# Masato Saitō
Masato Saitō (jap. 斉藤 雅人, Saitō Masato; * 1. Dezember 1975 in der Präfektur Saitama) ist ein ehemaliger japanischer Fußballspieler.

## Karriere
Saitō erlernte das Fußballspielen in der Schulmannschaft der Bunan High School. Seinen ersten Vertrag unterschrieb er 1998 bei den Omiya Ardija. Der Verein spielte in der zweithöchsten Liga des Landes, der Japan Football League. 2004 wurde er mit dem Verein Vizemeister der J2 League und stieg in die J1 League auf. Für den Verein absolvierte er 304 Spiele. Ende 2009 beendete er seine Karriere als Fußballspieler.